# Fissidens subramicola
Fissidens subramicola är en bladmossart som beskrevs av Brotherus 1906. Fissidens subramicola ingår i släktet fickmossor, och familjen Fissidentaceae. Inga underarter finns listade i Catalogue of Life.